# ヒメルビェアウエズ

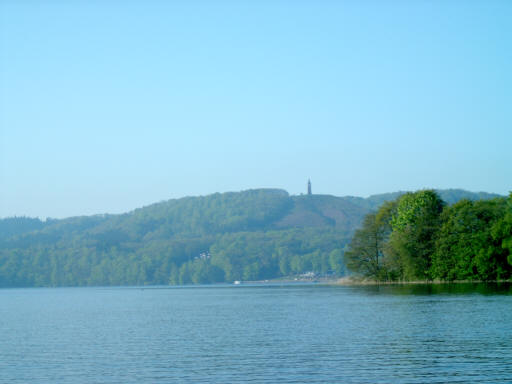
Julsø湖から見たヒメルビェアウエズ

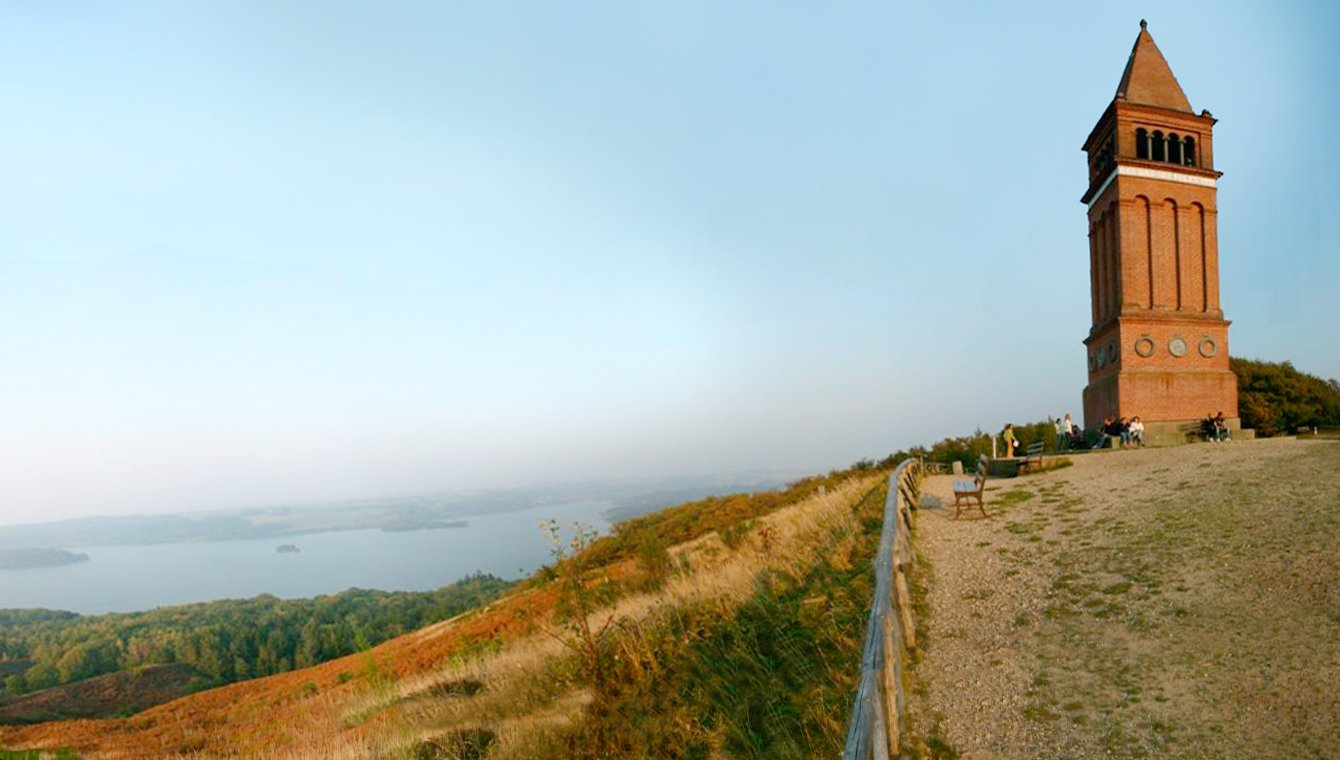
山頂から

ヒメルビェアウエズ（Himmelbjerget、デンマーク語で「空の山」もしくは「天国の山」の意）はデンマークのリュー(Ry)とシルケボーの間のSøhøjlandetにある山で、長くデンマークで最も高い山として扱われてきた。
標高は147mで、1847年までデンマークの最高峰と信じられていたが、大規模な科学調査で近傍のモレホイ(Møllehøj)が標高170.6mで自然最高点であることが示されたが、斜面の大きさや「地形突出度」（プロミネンス）などからモレホイよりも山らしく見える。ふもとのJulsø湖から丘の頂上までの海抜差は121mあり、これはデンマークの地形としては珍しい。山らしい斜面は氷河時代に谷が侵食されてできたとされる。
19世紀にデンマークのナショナリズムが高まって以来、山の周辺は200年以上にわたって、さまざまな集会や祭典が開かれる場所となっている。デンマークの憲法の施行記念の日を祝う祭典が開かれるようになり、1875年には、頂上にデンマーク王国憲法の施行に功績のあった国王フレデリク7世を記念する赤レンガの塔（高さ20.5m）の塔が作られた。1915年の女性参政権導入の記念碑も建てられた。